# Plaza 19 de Octubre
La plaza 19 de Octubre es un espacio público de la ciudad española de Oviedo.

## Descripción
La plaza, que adquirió su título en 1879, se reconvirtió en aquel mismo siglo en un mercado del mismo nombre, en la actualidad conocido como de El Fontán. La plaza está encerrada por las calles Fierro y Fontán. Aparece descrita en El libro de Oviedo (1887) de Fermín Canella y Secades con las siguientes palabras:

19 de Octubre.—Estaba en el área del antiguo colegio de la Compañía de Jesús, y se la llamó así por acuerdo municipal en 1879. Fué convertida en mercado cubierto.—Ent.: Fierro, Fontán y Cónsul.
(Canella y Secades, 1887, p. 100)